# Шосе 20 (Ізраїль)
Шосе 20 (івр. כביש 20), Шосе Аялон — ізраїльське шосе, що проходить крізь найбільшу агломерацію Ізраїлю — Гуш-Дан. Проходить уздовж Рішон-ле-Ціона, Холона, Тель-Авіва до Герцлії. Шосе Аялон з'єднує між собою найголовніші шосе в центральному районі Ізраїлю, такі як шосе 1 (Тель-Авів — Єрусалим), Шосе 2 (Тель-Авів — Хайфа), Шосе 5 (Тель-Авів — Аріель), шосе 4 (південь-північ Ізраїлю, паралельно шосе 20) і шосе 431 (Тель-Авів — Єрусалим). Складається з багаторядної автомагістралі та залізничних шляхів, що знаходяться між протилежними напрямками руху. Велика частина шосе проходить уздовж річки Аялон, звідси поширена назва шосе. На початку 2020-х років по трасі щодня проїжджає близько 850 тисяч. автомобілів (около 1/4 зареєстрованих у країні машин).

## Історія
У перших генеральних планах Тель-Авіва та регіону передбачалося, що смуга вздовж річки Аялон (яку до 1952 року називали «Ваді Мусрара») стане великим парком, який оперізує регіон. За планом Геддеса 1925 року на річці мали звести греблі, щоб поліпшити водопостачання міста та полегшити боротьбу з малярією. 
Всеізраїльський генплан 1951 року також передбачав появу зеленої смуги вздовж річки, вона мала з'єднувати два великі міські парки. На цьому плані вперше було запропоновано провести по руслу залізницю, яка б з'єднала центр країни з Хайфою.
На наступні пропозиції вплинули повені, що сталися взимку 1951-1952 років. Річка вийшла з берегів і затопила багато прилеглих районів, збитки були значними. На прохання влади американський інженер-гідротехнік Джон Коттон розглянув способи боротьби з повенями, і в 1952 опублікував звіт, в якому пропонував відвести річку в море до того, як вона потрапляє в місто, а осушене русло використовувати для прокладання залізниці, що проходила б нижче навколишніх районів. План не було реалізовано, але з того моменту всі проекти пропонували використання русла річки як транспортний коридор. 
У 1951 році муніципалітет Тель-Авіва доручив Аарону Горвіцу, який раніше відповідав за міське планування Клівленда, підготувати генеральний план розвитку міста. 
У 1954 році Горвіц подав план, який передбачав перепланування міста згідно з американською концепцією. Одним з елементів плану була автострада, що проходить по руслу Аялона, з т-подібним відгалуженням у бік старої Яффи. План не враховував місцеві умови та потреби та пропонував знесення цілих кварталів.
У 1960-ті роки урядові плани вже мали на увазі використання русла Аялона як елемент всеізраїльської мережі автострад. 
1968 року канадський консорціум під керівництвом інженера Філіпа Еварта подав свою пропозицію, яка була менш радикальною, ніж попередні — замість знесення будинків пропонувалося обмежитися використанням природного русла для прокладання траси.
Тим часом міська влада Тель-Авіва почала просувати проект створення нового торгово-комерційного центру міста на місці Маншії — колишнього кварталу Яффи, покинутого жителями під час ізраїльської війни за незалежність. Згідно з планом, підготовленим фірмою «Колін-Захаві», щоб забезпечити доступ до нього, передбачалося прокласти вздовж берега автостраду, до якої підходили дороги, що ведуть до міст-супутників. Разом з автострадою, що йде Аялоном, вони утворили б велике кільце. Паралельно йшла підготовка нового генплану міста, дорученого архітектору та містобудівнику Ціону Хашимшоні. Хашимшоні вкрай критично поставився як до плану розбудови Маншії, так і до запропонованої транспортної інфраструктури. Разом із британським консультантом Коліном Бьюкененом вони намагалися втілити у своєму плані баланс між транспортною доступністю та якістю життя. Важливою їхньою пропозицією стало будівництво нового торгово-комерційного центру міста вздовж майбутнього шосе Аялон.
У 1964 уряд вирішив просувати проект прокладання шосе по руслу Аялона. 
У 1967 році було зроблено техніко-економічне обґрунтування та оцінено економічну доцільність будівництва, після чого уряд отримав 20 мільйонів доларів від Світового банку на цей проект. Перші дії полягали в тому, щоб замкнути річку Аялон у закритому каналі, оскільки протягом багатьох років вона затоплювала околиці Тель-Авіва та загрожувала будівництву траси. Проект був спочатку розроблений у вигляді швидкісної дороги, що сягає міста Хадера.
У 1972 році було представлено план міністерства транспорту, який передбачав створення інтегрованої системи громадського транспорту всього Центрального Ізраїлю. Вона складалася б із залізниці, центральна частина якої проходила б руслом Аялона, і метро, що відгалужується від неї та доходить до центру Тель-Авіва. План зіткнувся з опором муніципалітету Тель-Авіва, оскільки майже не вирішував внутрішньоміських транспортних проблем і погано зістиковувався з прагненням влади звести комерційний бізнес-центр у Маншії.
У 1974 році був готовий черговий транспортний план, який підготував Jack Leisch, який раніше заклав принципи проектування американських автострад. Подібно до плану Колін-Захаві, в його основі лежала мережа автострад, основу якої становили б дві великі артерії, що ведуть з півночі на південь — руслом Аялона і берегом. Щоб зменшити негативний вплив цих доріг на місто, частина прибережного шосе і деякі з доріг, що з'єднують, повинні були пройти тунелями. Однак, реалізація плану зажадала б знесення багатьох кварталів у самому центрі міста (а решта районів перетворилися б на ізольовані острівці), на що муніципалітет не був готовий. У результаті, будівництво в Манші обмежилося декількома висотними готелями та офісними будівлями, і жоден із проектів прокладання автострад на захід від Аялона не було реалізовано.
Будівництво автостради почалося у 1980-ті роки. Перша ділянка шосе (від вул. Ха-Шалом до вул. Бялик) була завершена в 1982 році, друга (від вул. Ха-Шалом до вул. Ла-Гардія) — в 1984.
З розвитком автостради довкола неї став складатися комерційного бізнес-центру, спочатку в Рамат-Гані, а пізніше — і в Тель-Авіві, починаючи з центру Шалом, сьогодні відомого як центр Азріелі. З того часу вздовж траси виросла смуга хмарочосів.